# Víctor Valenzuela Guardia
Victor Valenzuela Guardia (Huaraz, Perú, 4 de octubre de 1914 - 20 de enero de 2002) fue un reconocido maestro de ciencias y escritor del libro Sociedad Química además de algunos artículos de revistas científicas entre los años 1941 y 1955. Su afición por la música y la composición lo llevó a componer: "Canto a Atusparia", "Danza de Sechin" y "Wilcahuaín".

## Biografía
Sus padres fueron Mariano Valenzuela y Fausta Guardia tuvo por hermanos a: César, Carlos, Lucia y Matilde Valenzuela Guardia. Tuvo un primer matrimonio con Esperanza Guzmán con quien tuvo a sus hijos: Hayde, Víctor, Edmundo y Cecilia. Esperanza Guzmán falleció en el Terremoto de Ancash de 1970 y años más tarde se casó con María Rosa Pérez Olivos, con quien tuvo dos hijas Gabriela y Lucia.
Estudio en la Universidad Nacional de Trujillo, Universidad Nacional Mayor de San Marcos y la Pontificia Universidad Católica del Perú.

## Carrera
Fue profesor del escritor Mario Vargas Llosa, del arquitecto Eduardo Orrego Villacorta y de Jorge Torres Vallejo entre otras personalidades del Perú. Fue un luchador constante por la creación de la Universidad Nacional Santiago Antúnez de Mayolo en el gobierno del presidente Francisco Morales Bermúdez.

## Homenaje
En el año de su fallecimiento la Universidad Nacional de Ancash Santiago Antúnez de Mayolo creó la primera Institución Educativa de la Facultad de Ciencias el 06 de septiembre mediante RESOLUCIÓN N° 011-2002-UNASAM y autorizada por la Dirección Regional a través de la R.D.R. N° 0372-2003 a la que nombran COCIAP "Víctor Valenzuela Guardia" como homenaje.